# Parallel World Pharmacy
Parallel World Pharmacy (яп. 異世界薬局, Isekai Yakkyoku, досл. «Аптека іншого світу») — серія ранобе, написана Ліз Такаямою та проілюстрована keepout. Вона публікувалася онлайн з липня 2015 до вересня 2023 року на сайті Shōsetsuka ni Narō. Згодом права на неї придбала Media Factory, яка випустила десять томів з січня 2016 до січня 2024 року під своїм імпринтом MF Books. Манґа-адаптація з ілюстраціями Сея Такано виходить онлайн на сайті ComicWalker від Kadokawa Shoten з листопада 2016 року та зібрана у вісім танкобонів. Видавництво One Peace Books отримало ліцензію на випуск манґи англійською у Північній Америці, а перший том з'явився у травні 2023 року. Аніме-адаптацію створила студія Diomedéa, і воно виходило в ефір з липня по вересень 2022 року.

## Сюжет
Японський медичний дослідник Канджі Якутані все життя одержимо працював над розробкою нових ліків, аби допомагати людям, і зрештою помер від перевтоми. На своє велике здивування він перевтілюється в іншому світі з середньовічною культурою, де якісне лікування є розкішшю, доступною лише багатіям.
У новому житті, отримавши ім'я Фарма де Медісіс, він виявляє, що Бог медицини Панактейос дарував йому божественне благословення. Завдяки цьому дару та збереженим знанням сучасної медицини Фарма вирішує здійснити медичну революцію й зробити лікування доступним для звичайних людей. Проте, стикаючись із численними медичними кризами, він також має навчитися по-справжньому жити у своєму новому світі.

## Персонажі
Фарма де Медісіс (яп. ファルマ・ド・メディシス, Faruma do Medishisu)
Сейю: Акі Тойосакі (оригінал), Морган Ліа (англійський дубляж)
10-річний хлопчик, що є перевтіленням Канодзі Якутані — всесвітньо відомого медичного дослідника з Токійського університету, який створив безліч ліків для боротьби з різними хворобами. Втративши в дитинстві молодшу сестру Чі через невиліковну пухлину мозку, Якутані став одержимим фармацевтичними дослідженнями та розробкою нових ліків, досягнувши значних успіхів. Його наполегливість призвела до смерті від серцевого нападу через перевтому у 31 рік. Однак він перевтілюється у середньовічному світі в знатній родині де Медісіс у Сан-Флевському імперії. Коли він прокидається у новому тілі, йому кажуть, що він був у комі після удару блискавки та поводиться інакше, ніж до цього інциденту. Його Божественне мистецтво дозволяє створювати воду, а також інші елементи завдяки знанням з хімії, а також бачити медичні аномалії. Проте він отримав рідкісну здатність «Безелементність», тоді як оригінальний Фарма володів лише магією води. На його плечі є шрам — знак благословення Панактейоса, а його тіло не відкидає тіні. Це виправили за допомогою артефакту, який йому передав єпископ Церкви, а також таємного посоха, яким можуть користуватися лише Апостоли Бога медицини.
Елеонора «Еллен» Бонфуа (яп. エレオノール･ボヌフォワ, Ereonōru Bonufowa)
Сейю: Рейна Уеда (оригінал), Тріша Меллон (англійський дубляж)
Особиста наставниця Фарми та талановита фармацевтка, яка склала іспит першого рівня у 15 років. Має безліч запасних окулярів на випадок, якщо загубить свої. Приєднується до учня у здійсненні його мрії.
Шарлотта «Лотте» Солер (яп. シャルロット･ソレル, Sharurotto Soreru)
Сейю: Каеде Хондо (оригінал), Ліндсі Зайдель (англійський дубляж)
9-річна служниця родини де Медісіс і дитяча подруга Фарми. Згодом стає фармацевтською клеркесею. Її природний талант до живопису привертає увагу імператриці Єлизавети, яка бере її під своє заступництво як художницю.
Імператриця Єлизавета II (яп. エリザベート二世, Erizabēto Nisei)
Сейю: Шізука Іто (оригінал), Марті Етерідж (англійський дубляж)
Правителька Сан-Флевської імперії. Після того як Фарма виліковує її від «білого мору», який раніше вважався невиліковним, вона надає почесті родині де Медісіс і дозволяє Фармі створити аптеку його мрії. Її Божественне мистецтво — Вогонь, але через неповну божественну мітку її сили обмежені.
Брюно де Медісіс (яп. ブリュノ・ド・メディシス, Buryuno do Medishisu)
Сейю: Кенджі Номура (оригінал), Кріс Райан (англійський дубляж)
Глава родини де Медісіс, архікнязь і батько Фарми. Президент Імперської фармацевтичної академії Сан-Флеву, а пізніше — губернатор порту Марсейр. Спочатку не довіряє перевтіленому Фармі, доки той не доводить свою цінність, вилікувавши імператрицю завдяки своєму унікальному знанню медицини. Як і Фарма, володіє Божественним мистецтвом Води. Хоча він сам є видатним фармацевтом, його обмежують межі знань цього світу.
Бланш де Медісіс (яп. ブランシュ・ド・メディシス, Buranshu do Medishisu)
Сейю: Марія Наганава (оригінал), Аріель Грем (англійський дубляж)
4-річна молодша сестра Фарми, яку він вилікував від вітряної віспи.
Саломон (яп. サロモン, Saromon)
Сейю: Хіроші Цучіда (оригінал), Бредлі Гарет (англійський дубляж)
Високопоставлений інквізитор, а згодом архієпископ єпархії Панактейоса, головного релігійного ордену Сан-Флевської імперії. Спершу вважає Фарму демоном і виступає проти нього, але згодом визнає його заслуги та стає союзником.
Камю де Сад (яп. カミュ・ド・サド, Kamyu do Sado)
Сейю: Казуя Накаї
Колишній фармацевт, член Імперської фармацевтичної академії та колишній друг Брюно де Медісіса. Геній у сфері інфекційних хвороб, але аморальний і жорстокий. Через жахливі експерименти на людях був проклятий єпархією, яка запечатала його Божественне мистецтво, та вигнаний із Сан-Флеву.
Верон (яп. ベロン, Beron)
Сейю: Ясухіро Мамія
Голова Гільдії фармацевтів Сан-Флеву — єдиної установи в імперії, що видавала ліцензії фармацевтам до появи Фарми. Через заздрощі починає саботувати його спроби зробити аптеки доступними для простих людей, вдаючись навіть до жорстких методів. Під час епідемії Чорної смерті він та інші лідери гільдії вперто відмовляються визнавати ліки Фарми та зрештою гинуть від хвороби. Це, а також неефективність традиційних методів лікування, змушує нижчі щаблі гільдії звернутися до Фарми за допомогою, яку він надає без зволікань.

## Виробництво
Юші Кодзіма, фармацевт, приєднався до роботи над манґа-адаптацією як «консультант з фармації» у 2022 році.

## Медіа

### Ранобе
| №  | Дата виходу     | ISBN                   |
| -- | --------------- | ---------------------- |
| 1  | 25 січня 2016   | ISBN 978-4-04-068047-7 |
| 2  | 25 травня 2016  | ISBN 978-4-04-068320-1 |
| 3  | 25 жовтня 2016  | ISBN 978-4-04-068672-1 |
| 4  | 25 березня 2017 | ISBN 978-4-04-069088-9 |
| 5  | 25 серпня 2017  | ISBN 978-4-04-069409-2 |
| 6  | 24 березня 2018 | ISBN 978-4-04-069806-9 |
| 7  | 25 липня 2019   | ISBN 978-4-04-065838-4 |
| 8  | 21 липня 2021   | ISBN 978-4-04-064268-0 |
| 9  | 23 грудня 2022  | ISBN 978-4-04-682021-1 |
| 10 | 25 січня 2024   | ISBN 978-4-04-683252-8 |

### Манґа
| №  | Дата виходу     | ISBN                   |
| -- | --------------- | ---------------------- |
| 1  | 23 березня 2017 | ISBN 978-4-04-069116-9 |
| 2  | 23 вересня 2017 | ISBN 978-4-04-069419-1 |
| 3  | 23 травня 2018  | ISBN 978-4-04-069836-6 |
| 4  | 22 лютого 2019  | ISBN 978-4-04-065350-1 |
| 5  | 21 жовтня 2019  | ISBN 978-4-04-064070-9 |
| 6  | 24 вересня 2020 | ISBN 978-4-04-064768-5 |
| 7  | 21 липня 2021   | ISBN 978-4-04-680506-5 |
| 8  | 22 березня 2022 | ISBN 978-4-04-681251-3 |
| 9  | 23 січня 2023   | ISBN 978-4-04-682167-6 |
| 10 | 21 грудня 2023  | ISBN 978-4-04-683105-7 |

### Аніме
Аніме-адаптація була анонсована 15 липня 2021 року. Серіал створений студією Diomedéa під керівництвом Кейдзо Кусакави, сценарієм займався Ватару Ватарі, дизайном персонажів — Маюко Мацумото, а музику написали Тацуя Като та Сатоші Хоно. Прем'єра відбулася з 10 липня по 25 вересня 2022 року на каналах AT-X, Tokyo MX, Kansai TV і BS NTV. Опенінґом є «Musō-teki Chronicle» Каорі Ішіхари, а ендонінгом є «Haku'u» Little Black Dress. Crunchyroll транслював серіал за межами Азії, прем'єра англійського дубляжу відбулася 24 липня 2022 року. Muse Communication ліцензувала серіал на Тайвані, у Південній та Південно-Східній Азії.

#### Список серій
| № серії | Назва серії | Режисер(и)                   | Сценарист(и)  | Storyboarded by               | Оригінальна дата показу |
| ------- | --- | ---------------------------- | ------------- | ----------------------------- | ----------------------- |
| 1       | «Реінкарнація фармаколога та паралельний світ» Транслітерація: «Tensei Yakugakusha to Isekai» (яп. 転生薬学者と異世界)                                  | Кейдзо Кусакава              | Ватару Ватарі | Кейдзо Кусакава               | 10 липня 2022           |
| 2       | «Майстер і учень» Транслітерація: «Shishō to Deshi» (яп. 師匠と弟子)                                                                                    | Сьота Іхата                  | Со Сагара     | Сьота Іхата                   | 17 липня 2022           |
| 3       | «Головний королівський фармацевт і перевтілений фармаколог» Транслітерація: «Hittō Kyūtei Kusushi to Tensei Yakugakusha» (яп. 筆頭宮廷薬師と転生薬学者) | Шінґо Тамакі                 | Ватару Ватарі | Шінґо Тамакі                  | 24 липня 2022           |
| 4       | «Імператриця та імператорська грамота» Транслітерація: «Kōtei Heika to Sōgyō Chokkyo» (яп. 皇帝陛下と創業勅許)                                          | Кейдзо Кусакава Йошино Хонда | Ватару Ватарі | Йошино Хонда                  | 31 липня 2022           |
| 5       | «Повсякденне життя в аптеці іншого світу» Транслітерація: «Isekai Yakkyoku no Nichijō to Keshōhin» (яп. 異世界薬局の日常と化粧品)                       | Агеха Кочоран                | Якусон Ō      | Сорато Шімізу                 | 7 серпня 2022           |
| 6       | «Брати і сестри та море» Транслітерація: «Kyōdai to Umi» (яп. 兄妹と海)                                                                                 | Сьота Амано                  | Со Сагара     | Кейдзо Кусакава               | 14 серпня 2022          |
| 7       | «Хлопчик без тіні та інквізитори» Транслітерація: «Kage no Nai Shōnen to Itanjinmonkan» (яп. 影のない少年と異端審問官)                                  | Сьота Іхата                  | Со Сагара     | Сьота Іхата                   | 21 серпня 2022          |
| 8       | «Грип і світанок аптеки» Транслітерація: «Infuruenza to Yakkyoku no Yoake» (яп. インフルエンザと薬局の夜明け)                                           | Шінґо Тамакі                 | Ватару Ватарі | Шінґо Тамакі                  | 28 серпня 2022          |
| 9       | «Історія про одного злого чоловіка» Транслітерація: «Aru Jaaku na Otoko no Hanashi» (яп. ある邪悪な男の話)                                              | Йошино Хонда                 | Со Сагара     | Йошино Хонда                  | 4 вересня 2022          |
| 10      | «Чорна Смерть» Транслітерація: «Kokushibyō» (яп. 黒死病)                                                                                                | Агеха Кочоран                | Якусон Ō      | Сорато Шімізу                 | 11 вересня 2022         |
| 11      | «Чудо в Л'Естак» Транслітерація: «Esutāku Mura no Kiseki» (яп. エスターク村の奇跡)                                                                      | Сьота Іхата                  | Ватару Ватарі | Сьота Іхата                   | 18 вересня 2022         |
| 12      | «Ті, кого він не зміг вилікувати» Транслітерація: «Kare ga Naosenakatta Mono» (яп. 彼が治せなかったもの)                                                | Кейдзо Кусакава              | Ватару Ватарі | Кейдзо Кусакава Сорато Шімізу | 25 вересня 2022         |

## Сприйняття
Ранобе і манґа разом вийшли тиражем понад 2,3 мільйона примірників.